# Brasserie Vanuxeem
La Brasserie Vanuxeem est un grossiste de boissons situé à Ploegsteert en Belgique faisant brasser 6 bières nommées Queue de Charrue. Cette entreprise est une brasserie de distribution de boissons.

## Historique
Henri Vanuxeem reprend la brasserie Gillebert, basée à Ploegsteert en 1906 et y développe une activité brassicole locale. On compte une demi-douzaine de bières brassées dans la première moitié du XXe siècle.
En 1966, l'outil de brassage devenant trop ancien, l'activité brassicole s'arrête et Vanuxeem oriente son activité vers l'entreposage.
Ce n'est qu'en 1986 (année de la bière en Belgique) que Vanuxeem reprend son activité de brasseur, avec la Queue de Charrue, à l'origine uniquement la "brune" de type vieille brune flamande. Le matériel de brassage n'étant pas disponible, c'est un collègue brasseur qui brasse pour Vanuxeem. En 2009, c'est à la brasserie Verhaeghe que le travail est délégué. La brasserie du Bocq produit la blonde et la triple alors que la brasserie Van Steenberge produit la triple

## Récompenses
Lors des Europeans Beer Star en 2018, la Queue de charrue blonde est élue meilleure bière blonde d'Europe. En 2020, elle obtient trois médailles d'or et deux d'argent au World Beer Awards.

## Les bières
- Queue de Charrue Blonde - 6,6°
- Queue de Charrue Ambrée 5,5°
- Queue de Charrue Rouge 8,7°
- Queue de Charrue Vieille Brune 5,4°
- Queue de Charrue Triple 9°
- Queue de Charrue Triple Boisée 8,3°
- Plugstreet 7,5° (en collaboration avec le centre Plugstreet 14-18 Experience)

## Activités
Vanuxeem est aujourd'hui principalement un grossiste en boissons. Son activité de brassage, relativement récente, ne représente qu'une faible part de son activité.